# Glaucidium albertinum
Glaucidium albertinum е вид птица от семейство Совови (Strigidae). Видът е световно застрашен, със статут Уязвим.

## Разпространение
Видът е разпространен в Демократична република Конго и Руанда.